# Адалберт Баварски (1828 – 1875)
Адалберт Вилхелм Баварски (на немски: Adalbert Wilhelm; * 26 август 1828, Мюнхен; † 21 септември 1875, Нимфенбург) от династията на Вителсбахите, е принц на Бавария и ерц-принц на Гърция. Той е брат на Ото I от Гърция (1815 – 1867), крал на Гърция.

## Живот
Адалберт е най-малкият син на баварския крал Лудвиг I и принцеса Тереза фон Сакс-Хилдбургхаузен (Принцовата сватба). Брат е на крал Максимилиан II Йозеф, крал Ото I от Гърция и принц-регент Луитполд.
Адалберт се жени на 25 август 1856 г. в Мадрид за Амалия дел Пилар (1834 – 1905), инфанта на Испания, дъщеря на херцог Франциско де Паула де Бурбон, херцог на Кадиц, и принцеса Луиза Карлота Неаполитанска-Сицилианска. Двамата имат пет деца.
Адалберт Вилхелм умира на 21 септември 1875 г. на 47 години в дворец Нимфенбург и е погребан в църквата Св. Михаил (Мюнхен). Амалия умира на 70 години и е погребана също в църквата „Св. Михаил“.
- Адалберт Баварски
- Амалия дел Пилар

## Деца
- Лудвиг Фердинанд Мария (* 1859 † 1949), лекар, генерал, ∞ за Мария де ла Пац Испанска
- Алфонс (* 1862 † 1933), генерал, ∞ за Луиза Орлеанска, дъщеря на Фердинанд Орлеански, херцог на Алансон
- Изабела Мария Елизабет Баварска (1863 – 1924) ∞ 1883 в Нимфенбург за Томас Савойски-Генуезки (* 1854 † 1931), 2-ри херцог на Генуа
- Елвира (* 1868 † 1943) ∞ за Рудолф фон Връбна-Кауниц-Ритберг-Квещенберг и Фройдентал
- Клара (* 1874 † 1941)